# Не все кометы гаснут
«Не все кометы гаснут» (груз. ქველა კომეტა როდი ქრება) — советский художественный фильм, снятый в 1982 году режиссёром Деви Абашидзе. Премьера состоялась в октябре 1983 года в Москве.

## Сюжет
В фильме происходит встреча ветеранов Великой Отечественной войны на месте былых сражений. Фильм снимался в Грузии и в Новороссийске.

## В ролях
- Всеволод Сафонов — Рожков
- Вайва Майнелите — Роз-Мари
- Виталий Леонов — Костин
- Леван Абашидзе — Теймураз
- Лейла Абашидзе
- Давид Абашидзе — Герасим
- Тенгиз Арчвадзе — Александр Бибилеишвили
- Гоги (Георгий) Ахвледиани
- Владимир Гуляев
- Георгий Зоидзе
- Бердия Инцкирвели
- Юрий Какауридзе
- Нази Кечахмадзе
- Яков Малинин
- Отар Мачитадзе
- Манучар Шервашидзе
- Виктор Уральский — Назаров
- Пётр Любешкин — Михаил Белов
- Гражина Баландите — эпизод
- Инна Иванова — эпизод
- С. Лятко — эпизод

## Съёмочная группа
- Режиссёр: Деви Абашидзе
- Сценарист: Сулико Жгенти
- Оператор-постановщик: Игорь Амасийский
- Композитор: Джансуг Кахидзе
- Художник: Нугзар Тариелашвили